# Martín Romagnoli
Martín Andrés Romagnoli (Leones, Provincia de Córdoba, Argentina, 30 de septiembre de 1977) es un exfutbolista argentino.

## Carrera
Realizó inferiores en Club Leones D.A.S. y B. en su localidad natal, llegando a debutar en primera división de la Liga Bellvillense de Fútbol en el año 1991.
Romagnoli empezó su carrera profesional en la Primera "B" Nacional con All Boys en el año 1993. En la temporada 1998-99 formó parte brevemente del equipo español Club Deportivo Badajoz, en lo que ha sido hasta el momento su única experiencia fuera de su continente.
En 1999 volvió a la Argentina para jugar en Colón donde se desempeñó hasta el año 2006. En esa etapa con Colón jugó 178 partidos y se mantuvo habitualmente en el equipo titular.
En 2006 "El Magno" apodado así por la grandeza con la que se impone en el medio campo fue transferido a Quilmes pero después de un Torneo Apertura muy pobre en lo colectivo, donde Quilmes terminó último con 9 puntos en 19 partidos, dejó el club para unirse a Racing por pedido del por entonces entrenador Reinaldo Merlo quien sabía de su excelente capacidad.

### Toluca
El 19 de enero de 2008 fue fichado por el Deportivo Toluca de México a pedido del exitoso y exentrenador de la Argentina, José Néstor Pekerman.
El 14 de diciembre de 2008 consigue el primer título en su carrera como jugador de Primera División, siendo este con el Deportivo Toluca en el Torneo Apertura 2008 de México, jugando así todos y cada uno de los partidos del histórico torneo en su carrera, dirigido bajo el mando del estratega mexicano José Manuel de la Torre. 
El lunes 27 de julio de 2009 en el Centro Banamex ubicado al poniente de la Ciudad de México recibe a manos de la Federación Mexicana de Fútbol el Balón de oro como mejor Medio defensivo del Torneo Apertura 2008 premiando así el esfuerzo y constancia del jugador argentino, que desde su primer partido en México demostró su calidad y pulcritud.
El 23 de mayo del 2010 tras un complicado Torneo Bicentenario 2010 consigue el segundo título de liga en su carrera, otra vez con el Deportivo Toluca al derrotar en una cardíaca serie de penales al Santos Laguna, anotando el 5° penal de la serie; escribiendo su nombre con letras de oro en la historia de la institución mexicana.

### Pumas UNAM
En 2012 es fichado por los Pumas de la UNAM. Teniendo la titularidad bajo el mando del técnico Joaquín del Olmo, sin embargo, al despido de éste del club y la llegada de Mario Carrillo Zamudio, fue relegado en algunas ocasiones a la banca, e incluso no era convocado. A la salida de Mario Carrillo, se vuelve a hacer de la titularidad para el Clausura 2013, ahora bajo el mando de Antonio Torres Servín.

### Atlante
El 18 de diciembre de 2014 se anuncia su fichaje con el Atlante de la Liga de Ascenso en México. después de 1 año, ya no entró en planes de la institución, y poco después anunció su retiro.

## Selección nacional
En 2005, cuando Romagnoli atravesaba su mejor etapa en Colón, José Pekerman lo convocó para integrar un seleccionado argentino conformado únicamente por jugadores del torneo local. Ese equipo jugó tan solo un partido, ante México de visitante igualando 1:1, y Romagnoli fue titular junto a Javier Mascherano en mitad de cancha.

## Clubes
| Club                    | País      | Año         |
| ----------------------- | --------- | ----------- |
| Club Leones D.A.S. y B. | Argentina | 1991 - 1993 |
| All Boys                | Argentina | 1993 - 1998 |
| CD Badajoz              | España    | 1998 - 1999 |
| Colón                   | Argentina | 2000 - 2006 |
| Quilmes                 | Argentina | 2006 - 2007 |
| Racing Club             | Argentina | 2007 - 2008 |
| Deportivo Toluca        | México    | 2008 - 2012 |
| Pumas UNAM              | México    | 2012 - 2014 |
| Atlante FC              | México    | 2015        |

## Palmarés

### Títulos nacionales
| Título                     | Club             | País   | Año  |
| -------------------------- | ---------------- | ------ | ---- |
| Primera División de México | Deportivo Toluca | México | 2008 |
| Primera División de México | Deportivo Toluca | México | 2010 |

### Títulos Amistosos
| Selección          | Título                      | País    | Año  |
| ------------------ | --------------------------- | ------- | ---- |
| Argentina (sub-20) | Torneo Esperanzas de Toulon | Francia | 1998 |

## Distinciones individuales
| Distinción                                          | Año  |
| --------------------------------------------------- | ---- |
| Balón de Oro al Mejor Medio Defensivo de la Liga MX | 2008 |
| Balón de Oro al Mejor Medio Defensivo de la Liga MX | 2010 |